# David Huang

David Bingwei Huang, född 1 oktober 1988, i Taiyuan, Shanxi-provinsen, Kina, är en kinesisk-svensk pianist.

## Biografi
Vid 11 års ålder började David Huang studera för den kinesiske pianisten Yan Shuang i Stockholm. Han tog studenten 2007 efter musikstudier vid Södra Latins gymnasium under Ann-Sofi Klingberg och erhöll sin kandidatexamen 2010 vid Kungliga musikhögskolan i Stockholm, där han studerade för professor Stefan Bojsten. Huang fortsatte sina studier vid Barratt Dues musikinstitut i Oslo med Jiri Hlinka och Håvard Gimse och avslutade med solistdiplom 2015 vid Edsbergs slott under ledning av professor Mats Widlund.

## Karriär
David Huangs karriär sköt i höjden efter att han tilldelades Solistpriset av Kungliga Musikaliska Akademien 2014. Sveriges Radio P2 utsåg honom till Artist-in-residence samma år, och han debuterade med samtliga av landets större orkestrar.
Huangs repertoar omfattar klassisk, modern och nutida konstmusik. Uppmärksammade konserter inkluderar Goldbergvariationerna på Berwaldhallen, Mozarts pianokonsert nr. 21 med Kungliga Filharmonikerna och Dmitrij Sjostakovitjs pianokonsert nr. 1 med Göteborgs symfoniorkester. Han har arbetat med dirigenter som Manfred Honeck och Michael Balke samt instrumentalister som Amalie Stalheim och Magnus Holmander. Internationellt har han framträtt på scener i konsertsalar som Concertgebouw, Elbphilharmonie och Musikverein.
År 2013 genomförde han en turné i Nordamerika tillsammans med sopranen Magdalena Risberg, som var årets mottagare av Jenny Lind-stipendiet. 2019-2020 turnerade han i Europa med klarinettisten Magnus Holmander, som var utnämnd till en av sex "Rising Stars" av European Concert Hall Foundation (ECHO).
Tillsammans med dirigenten Christian Karlsen grundade Huang musikfestivalen Gränslandet - symfonisk fest, som äger rum på nattklubben Trädgården i Stockholm varje sommar. Han är även initiativtagare till kammarmusikklubben Första parkett. Dessa projekt syftar till att exponera klassisk musik för en yngre publik, och har rönt stora framgångar samt uppmärksammats i TV och press. Sveriges Television skildrade festivalen Gränslandet i en dokumentärfilm 2022.
Huang har tidigare varit medlem i Kungliga Musikaliska Akademiens tankesmedja Unga tankar om musik (UTOM). Sedan 2022 är han huvudlärare i klassiskt piano på Södra Latins gymnasium.

## Utmärkelser
Huang erhöll första pris i Vera Lotar-Schevchenko International Piano Competition i Jekaterinburg 2012. Han tilldelades Solistpriset av Kungliga Musikaliska Akademien år 2014, där juryn beskrev honom som "en självklar scenpersonlighet". 
Han har utsetts till Artist-in-residence av Sveriges Radio P2 (2014–2016), Östgötamusiken (2017–2018) och Vara konserthus (2019–).

### Tävlingar
| År   | Tävling                                               | Arrangör                                            | Placering |
| ---- | ----------------------------------------------------- | --------------------------------------------------- | --------- |
| 2000 | Tävling för unga artister                             | Stockholm Concertino                                | 4:e pris  |
| 2003 | Tävling för unga pianister                            | SPPF                                                | 3:e pris  |
| 2004 | Steinway Piano Festival                               | JS Steinway, Stockholm                              | 3:e pris  |
| 2012 | Vera Lothar-Shevchenko international pianocompetition | Ekaterinburg, Ryssland                              | Vinnare   |
| 2014 | Solistpriset                                          | Sverige                                             | Vinnare   |
| 2015 | ”New Talent”                                          | European Broadcasting Unions, Bratislava, Slovakien | 2:a pris  |

### Utmärkelser
| År        | Utmärkelse                        | Organisation      | Övrigt                                                          |
| --------- | --------------------------------- | ----------------- | --------------------------------------------------------------- |
| 2014-2016 | Artist in Residence               | Sveriges Radio P2 |                                                                 |
| 2014-2020 | Utnämnd fyra gånger i OPUS-listan | Tidsskriften OPUS | "Sveriges 20 mest framstående musikpersoner" (#2, #2, #10, #17) |
| 2017-2018 | Artist in Residence               | Östgötamusiken    |                                                                 |
| 2019-     | Artist in Residence               | Vara konserthus   |                                                                 |

### Stipendier
| År        | Stipendium                           | Stiftelse                                |
| --------- | ------------------------------------ | ---------------------------------------- |
| 2002      | Musik Direkt                         | Sveriges Radio                           |
| 2006      | Mai von Roséns stipendium            | Kungl. Musikaliska Akademien             |
| 2007-2010 | Lokala stipendier                    | Kungl. Musikaliska Akademien             |
| 2011      | Stipendium                           | Helge Ax:son Johnsons stiftelse          |
| 2013      | Nationellt stipendium                | Kungl. Musikaliska Akademien             |
| 2016      | Stipendium                           | Hans Dalborgs stiftelse                  |
| 2020      | Stipendium                           | Gunnar och Judith de Frumeries stiftelse |
| 2021      | Kulturstipendiat                     | Stockholms stad                          |
| 2021      | Sixten Gemzéus stora musikstipendium | Sixten Gemzéus stiftelse                 |